# NGC 7745
NGC 7745 ist eine Elliptische Galaxie vom Hubble-Typ E0 im Sternbild Pegasus am Nordsternhimmel. Sie ist schätzungsweise 775 Millionen Lichtjahre von der Milchstraße entfernt und hat einen Durchmesser von etwa 160.000 Lichtjahren.

Im selben Himmelsareal befinden sich die Galaxien NGC 7735 und NGC 7741.
Das Objekt wurde am 6. September 1863 von Albert Marth entdeckt.